# Thorleif Paus
Thorleif Paus, född 8 oktober 1881, död 9 juni 1976, i Österrike-Ungern officiellt von Paus, var en norsk officer, affärsman, norsk och svensk generalkonsul i Wien, fabriksägare och godsägare. 
Han var konsulatsekreterare vid det svensk-norska generalkonsulatet i Wien från 1902 och blev tillförordnad generalkonsul 1904. Vid unionsupplösningen 1905 var han Norges enda diplomatiska representant i dåvarande stormakten Österrike-Ungern och fick ansvar för att uppnå österrikisk-ungersk erkännande av Norges självständighet. Han var senare norsk konsul och tillförordnad generalkonsul i Wien. Han var vittne till skotten i Sarajevo 1914, troligen som den enda skandinaven.
Han ägde Kvesarums slott i Södra Rörums socken i Skåne från 1936, där han bodde i många år. Han var son till grosshandlaren Ole Paus (1846–1931) och tillhörde släkten Paus, och var farfar till vissångaren Ole Paus.

## Utmärkelser
- Johanniterorden (Preussen)
- Järnkroneorden (Österrike)
- Frans Josefsorden